# Leptomantis bimaculatus
Leptomantis bimaculatus là một loài ếch trong họ Rhacophoridae. Được Wilhelm Peters miêu tả năm 1867, nó là loài đặc hữu của Philippines.
Các môi trường sống tự nhiên của chúng là các khu rừng ẩm ướt đất thấp nhiệt đới hoặc cận nhiệt đới, rừng mây ẩm nhiệt đới và cận nhiệt đới, sông, sông có nước theo mùa, và suối nước ngọt. Loài này đang bị đe dọa do mất môi trường sống.